# اورفورد، تاسمانیا
اورفورد (به انگلیسی: Orford) یک شهرک در استرالیا است که در تاسمانی واقع شده‌است.